# Его яд. Почему Путин убивает?
«Его яд. Почему Путин убивает?» — документальный фильм, созданный представителями российской оппозиционной политэмиграции. Инициирован проектом «Диагноз Путина», размещён на видеохостинге YouTube. Построен как «собрание уникальных свидетельств очевидцев заказных политических убийств». Жёстко критичен в отношении Владимира Путина и его режима. Подробно разбирает практику тайных убийств. Важное место в фильме занимает анализ путинизма и психологической мотивации Путина. Премьера фильма состоялась 25 февраля 2025 года.

## Участники
Фильм состоит из серии интервью по теме политического насилия, практикуемого Владимиром Путиным и подчинёнными ему спецслужбами. Выступают политики, эксперты, аналитики, публицисты — известные противники правящего режима РФ:
- Владимир Кара-Мурза — российский оппозиционный политик, публицист и документалист, бывший политзаключённый, дважды ставший жертвой отравлений

- Ахмед Закаев — председатель кабинета министров Чеченской Республики Ичкерия, участник двух чеченских войн, выживший после покушения

- Марина Литвиненко — вдова Александра Литвиненко, погибшего в результате отравления

- Константин Боровой — политик и предприниматель, бывший депутат Государственной Думы, основатель Партии экономической свободы и партии "Западный выбор

- Евгения Чирикова — член Совета Форума свободной России

- Юрий Фельштинский — историк, исследователь российских спецслужб, соавтор Александра Литвиненко

- Игорь Эйдман — социолог и публицист, член Совета Форума свободной России

- Михаил Подоляк — советник руководителя Офиса президента Украины

- Олег Дунда — депутат Верховной Рады Украины

- Анна Фотыга — министр иностранных дел Польши в 2006—2007 годах

- Кристина Курчаб-Редлих — польская писательница-документалистка, правозащитница, исследовательница чеченских войн и политических репрессий в РФ

- Мариуш Пилис — польский кинематографист, журналист и военный корреспондент, автор документальных фильмов о чеченских войнах, спикер Форума свободных народов пост-России

- Дэвид Сэттер — американский журналист, исследователь перестройки, распада СССР и политических процессов РФ

- Фредо Ариас-Кинг — американский советолог, автор психологического портрета Путина

Функцию ведущего выполняет
- Сергей Антонов — председатель Совета «Объединения „Комитет 2024“», автор и ведущий проекта «Диагноз Путина», объявленный в розыск МВД РФ[2]

Российские участники фильма много лет являлись активными оппозиционными политиками и подвергались преследованиям. Они были лично знакомы и тесно сотрудничали с жертвами политических убийств, участвовали в расследованиях. Иностранные эксперты изучали систему российской власти, историю советских и российских спецслужб, специализировались на международных отношениях и конфликтах РФ, в том числе политических убийствах.
В комментариях при том отмечалось, что авторы «вышли за какие-либо идеологические рамки» и представили мнения «противоположных оппозиционных лагерей». Признаётся, что далеко не все участники вызывают симпатии широких масс, но «все они — настоящие свидетели эпохи».

## Содержание
Фильм состоит из двух частей и эпилога.
В первой части, более теоретичной, ставится вопрос: порождается ли политическое насилие правящего режима РФ рациональными соображениями или отражает психопатологию Путина, обременительную для него самого? Фактология и анализ приводят к выводу: действия внерациональны, но мотивированы не столько психологией, сколько идеологией.
Участники фильма убеждены: путинизм восходит к советскому тоталитарному государству. Обращается внимание на «мафиозный характер» режима. Однако Д. Сэттер отмечает: это не итальянская мафия. В отличие от сицилийской «Коза ностры», путинское государство не признаёт ограничений, налагаемых христианской культурой. Его спецслужбы продолжают преступные традиции ВЧК-НКВД-КГБ.
Отсюда, полагают участники — войны в Чечне и Грузии, нападение на Украину, враждебность к Польше, репрессии в России. В качестве примера А. Закаев и Д. Сэттер называют взрывы домов в сентябре 1999 года. Особое место занимает «фетиш применения ядов» — способ убийства Александра Литвиненко, Юрия Щекочихина, покушений на В. Кара-Мурзу, Сергея Скрипаля, Петра Верзилова, Алексея Навального.
Внерациональность путинской политики с трудом воспринимается на Западе, констатируют С. Антонов, М. Подоляк, Е. Чирикова, А. Фотыга. Неадекватный поиск рациональных (в западном понимании) мотивов порождает «путинферштеерство».
Во второй части подробно разбираются обстоятельства гибели Артёма Боровика, Александра Литвиненко, Анны Политковской, Бориса Немцова, Алексея Навального, Аслана Масхадова, Зелимхана Яндарбиева, Бориса Березовского, Бадри Патаркацишвили, Натальи Эстемировой, Леха Качиньского и других жертв Смоленской катастрофы. Вспоминаются и допутинский период — смерть Звиада Гамсахурдиа, Ивана Кивелиди, Джохара Дудаева.
Во всех случаях участники фильма усматривают операции российских спецслужб. В обоснование таких выводов приводятся аргументы. На первое место ставятся интересы правящего режима (вплоть до официального санкционирования убийств через думское постановление). Но отмечается и влияние личности Путина, обусловленное чертами характера и особенностями биографии. «Его яд», по основной мысли фильма, есть синтез идеологии и психологи.
Особенно детально рассматриваются убийство Бориса Немцова, смерть Алексея Навального, гибель Леха Качиньского. Они были серьёзными, сильными противниками Путина и его режима, констатируют Е. Чирикова, И. Эйдман, К. Боровой, М. Подоляк, М. Пилис. Их физическое устранение закономерно для «чекистского режима». И в то же время, эти люди воспринимались как личные враги Путина.
Ресурс Idel.Реалии (татаро-башкирская служба Радио «Свобода») констатирует: по мнению С. Антонова, «Путин может лично стоять за убийствами не менее 20 политиков. Российские власти отрицают причастность к ним».
В эпилоге фильма выступает Ф. Ариас-Кинг. Опираясь на научные изыскания в психоанализе и собственное исследование психологического портрета Владимира Путина, Ф. Ариас-Кинг рассматривает психологические патологии Путина и делает целый ряд выводов.

## Отзывы
По информации «Idel.Реалии», примерно за месяц фильм «Его яд. Почему Путин убивает?» был воспроизведён на девяти каналах и набрал более 500 тысяч просмотров. Некоторые издания опубликовали рецензии.
Сторонники российской оппозиции, носители антивоенных взглядов положительно оценили фильм. Особенно позитивно отреагировали радикальные активисты. С другой стороны, в рецензиях цитировались и отрицательные оценки. Сторонники Владимира Путина либо идеологически критиковали участников-«иноагентов», либо отказывались признавать их реальной политической угрозой.
В откликах отмечалась своевременность разбора, адекватность характеристик, развеивание иллюзий. Исполнительный директор движения «Русь Сидящая» Ольга Романова назвала фильм «энциклопедией путинских убийств». Особо значение придаётся систематизации этих данных.